# 俺の旅
俺の旅(おれのたび)は、ミリオン出版が刊行していた雑誌。偶数月10日に発売していた。

## 概要
体験取材を基にした風俗情報誌。もとは『本当にあった浮気話』という月刊誌の増刊号扱いであったものが雑誌コードを取得し、2009年1月から月刊誌となった。2012年10月より隔月化。2019年4月10日発売の5月号で休刊。
編集長の生駒は、主要コンビニチェーンからの成人誌販売中止発表を受けて休刊を決意したと述べている。コンビニでの売り上げが全体の9割を占めていた。
2020年3月より男性向け情報サイト「風俗じゃぱん」内にweb版として復活している。